# German-American Bank Building
El German-American Bank Building es un edificio histórico del banco ubicado en St. Joseph, una ciudad del estado de Misuri (Estados Unidos). Fue construido en 1889 y es un edificio de ladrillo rectangular de seis pisos diseñado en el estilo románico richardsoniano con detalles de Bellas Artes. El banco se creó originalmente para brindar servicio a la gran cantidad de ciudadanos de habla alemana en la región. En 1918 pasó a llamarse American National Bank. Posteriormente, se convirtió en First Federal Savings and Loan.
Fue incluido en el Registro Nacional de Lugares Históricos en 1978.  Está ubicado en el distrito histórico comercial y bancario de St. Joseph.
En 1986, una serie de aspectos fueron fotografiados y documentados por la Heritage Documentation Programs.

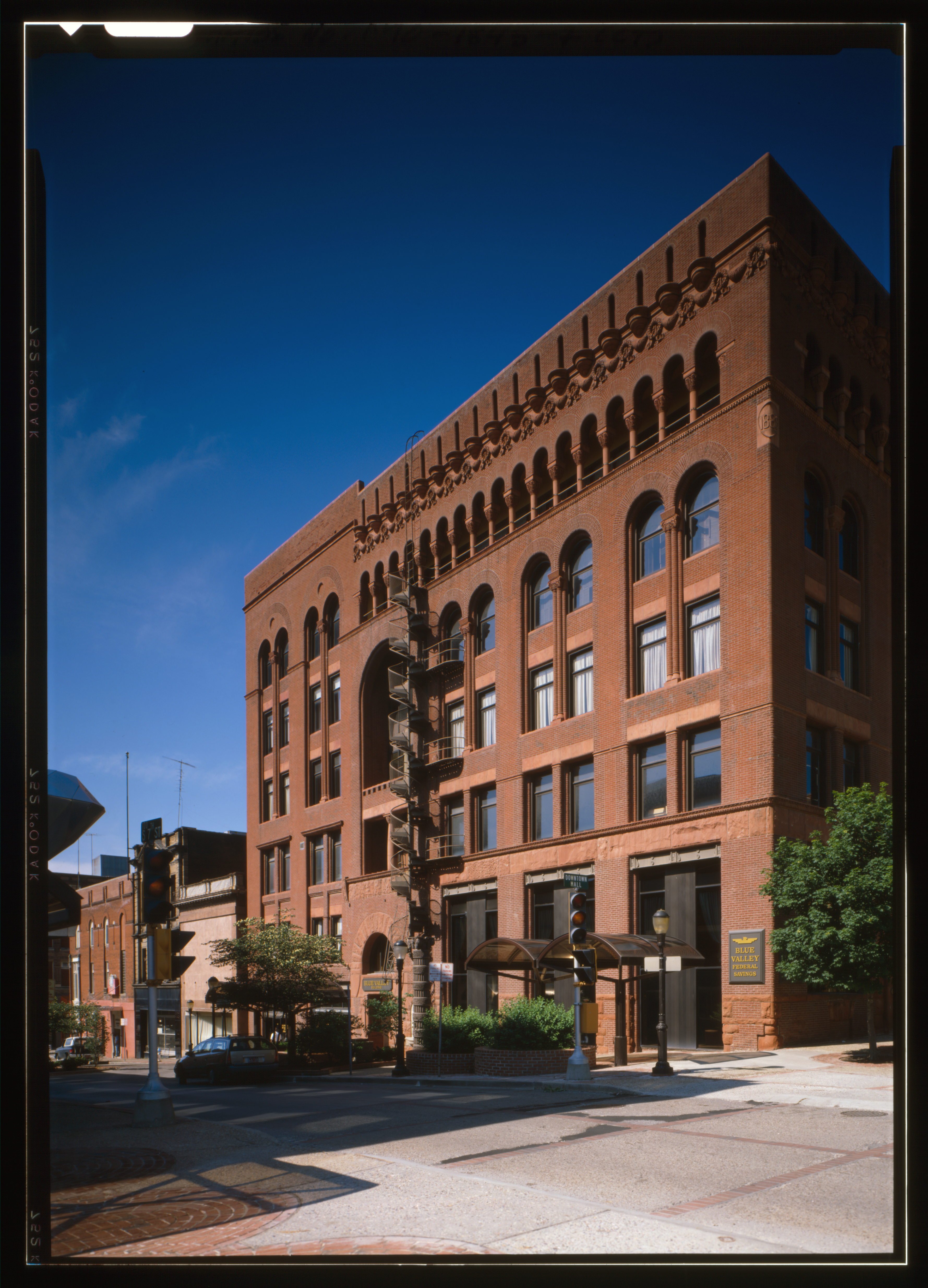
El edificio en 1986

En julio de 2014 se anunció que Heartland Health y Mosaic Life Care renovarían el edificio junto con las propiedades circundantes en un esfuerzo de 2 años y 20 millones de dólares. Como parte de un proyecto de revitalización en el centro de St. Joseph, proporcionará espacio para oficinas para hasta 200 trabajadores de la salud. En el momento del anuncio, Legal Aid of Western Missouri y varias otras empresas lo están utilizando. La renovación está destinada a combinar las características históricas del banco, como las paredes de ladrillo natural y las columnas talladas, con el aspecto de diseño estándar y las características modernas de la empresa.